# Ach-Laut och ich-Laut
Ach-Laut och ich-Laut (ibland på svenska även ach-ljud och ich-ljud) är i tysk fonologi benämningarna på två frikativa konsonantljud. Fonetiskt är ach-ljudet antingen en tonlös velar frikativa [x] eller alternativt en tonlös uvular frikativa [χ], medan ich-ljudet är en tonlös palatal frikativa [ç]. De båda ljuden står i komplementär distribution, det vill säga kan aldrig uppträda i samma fonetiska omgivning, och utgör således två allofoner av samma fonem.

## Distribution

Standardtyskans vokaler.

Distributionen (fördelningen) mellan allofonerna är sådan att ich-Laut förekommer dels efter främre vokaler, det vill säga /ɪ iː ɛ eː œ øː ʏ yː/ som i Küche [ˈkʏçə] ’kök’ och leuchten [ˈlɔʏçtn̩] ’skina’. Dessutom uppträder det även efter konsonanter, som i Milch [mɪlç] ’mjölk’ och manch [manç] ’mången’. Därtill uppträder det även i lånord som Echo [ˈɛçoː] ’eko’ och Technik [ˈtɛçnɪk], i diminutivsuffixet -chen som i Mädchen [ˈmɛːtçən] ’flicka’ och i många dialekter som uttal av ⟨g⟩ i ändelsen -ig som i König [ˈkøːnɪç] ’kung’ eller ewig [eːvɪç] ’evig’. 
I övriga ställningar, det vill säga efter bakre vokal /uː ʊ oː ɔ/ samt efter /aː a/ uppträder i stället ach-Laut, som i hoch [hoːx] ’hög’ eller Nacht [naxt] ’natt’, dock ej i ord som Frauchen [fʁaʊçən] ’matte’ som innehåller diminutivsuffixet -chen. Enligt den tyske fonetikern Klaus J. Kohler varierar uttalet av ach-Laut mellan velart [x] och uvulart [χ] så att velart ljud uppträder efter de slutna bakre vokalerna /uː ʊ oː/, medan uvulart ljud uppträder efter öppet /aː a ɔ/.
Växlingen mellan ach-Laut och ich-Laut kan ses i böjningar som Nacht [naxt], plural Nächte [ˈnɛçtə] ’natt, nätter’; Loch [lɔx], plural Löcher [lœçɐ] ’hål’. I sydtyska, österrikiska och schweiziska dialekter förekommer inte denna växling, utan uttalet är alltid med ach-Laut, vilket historiskt sett också är det ursprungliga uttalet.